# Una bala marcada
Una bala marcada es una película del año 1972 dirigida por el cineasta español Juan Bosch, y protagonizada por Peter Lee Lawrence. Fue el penúltimo western que protagonizó este gran actor antes de morir prematuramente. Este film está enmarcado dentro del subgénero del spaghetti western.

## Argumento
Arizona (Peter Lee Lawrence), de profesión cazarrecompensas, llega a un pueblo dominado por un tal Austin Styles (Frank Braña), individuo sin escrúpulos que imponiendo la ley de la fuerza se ha ido adueñando de todo el lugar: ranchos, tierras, comercios y una mina de cobre. Pronto, Arizona traba amistad con Duffy (Roberto Camardiel), un borrachín cuyo hermano murió asesinado por Styles, quien en breve se casará con la sobrina de Duffy: Catherine (Maria Pia Conte), hábilmente engañada por el asesino de su padre. Desde el principio, el recién llegado Arizona no dudará en enfrentarse a los sicarios de Styles, cambiando progresivamente el orden de las cosas. Bajo su apariencia socarrona, Arizona esconde un propósito de venganza.
- Datos: Q1476569